# باشگاه مبارزه (رمان)
باشگاه مبارزه (به انگلیسی: Fight Club) رمانی اثر نویسندهٔ آمریکایی چاک پالنیک چاپ سال ۱۹۹۶ است. تا کنون ۴ نسخه از این رمان چاپ شده‌است و کارگردان معروف دیوید فینچر بر اساس آن فیلمی با همین نام در سال ۱۹۹۹ ساخته است.

## خلاصهٔ داستان
باشگاه مبارزه روایت تجربیات شخصیت اصلی بی‌نام رمان است که از بی‌خوابی و اختلال تجزیه هویت رنج می‌برد. او پس از این که در گروه‌های مختلف روان‌درمانی گروهی نقش فردی بسیار بیمار را بازی می‌کند آرامش روحی پیدا می‌کند و از بی‌خوابی نجات می‌یابد. اما پس از آشنایی با دختری به نام مارلا سینگر مجدداً به بی‌خوابی دچار می‌شود تا زمانی که با شخصی به نام تایلر دردن آشنا می‌شود. آن‌ها با کمک هم باشگاه زیرزمینی مبارزه‌ای تأسیس می‌کنند که اعضای آن با مبارزه با هم عقده‌های خود را خالی کرده و به نوعی روان‌درمانی شوند.

### شخصیت‌های اصلی رمان
- راوی
- تایلر دردن
- مارلا سینگر
- رابرت باب پائولسن

## جوایز
رمان باشگاه مبارزه در سال ۱۹۹۷ جوایز Pacific Northwest Booksellers Association و Oregon Book Award (جایزهٔ بهترین رمان) را از آن خود کرد.

## ترجمهٔ فارسی
این رمان توسط پیمان خاکسار در سال ۱۳۸۷ به فارسی ترجمه شد و در تاریخ ۹ آذر ۱۳۹۰ به طبع رسیده و در دسترس عموم قرار گرفت.

## فیلم‌های ساخته شده
در سال ۱۹۹۹ کارگردان دیوید فینچر فیلمی با همین نام بر اساس این رمان ساخت. شهرت این فیلم که از جانب منتقدان و صاحب‌نظران پاسخ مثبتی دریافت کرده بود جایگاه نویسندهٔ این رمان (چاک پالنیک) و داستان را بالا برد.